# Monumento sepolcrale di Margherita di Lussemburgo
Il monumento sepolcrale di Margherita di Lussemburgo è un'opera di Giovanni Pisano, databile al 1312-1314 e fin dall'origine collocata a Genova. Si trattava della tomba della moglie dell'imperatore Arrigo VII, morta il 13 dicembre 1311 a Genova. Oggi l'opera, della quale sono rimaste solo alcune parti, si trova nel museo di Sant'Agostino a Genova.

## Storia

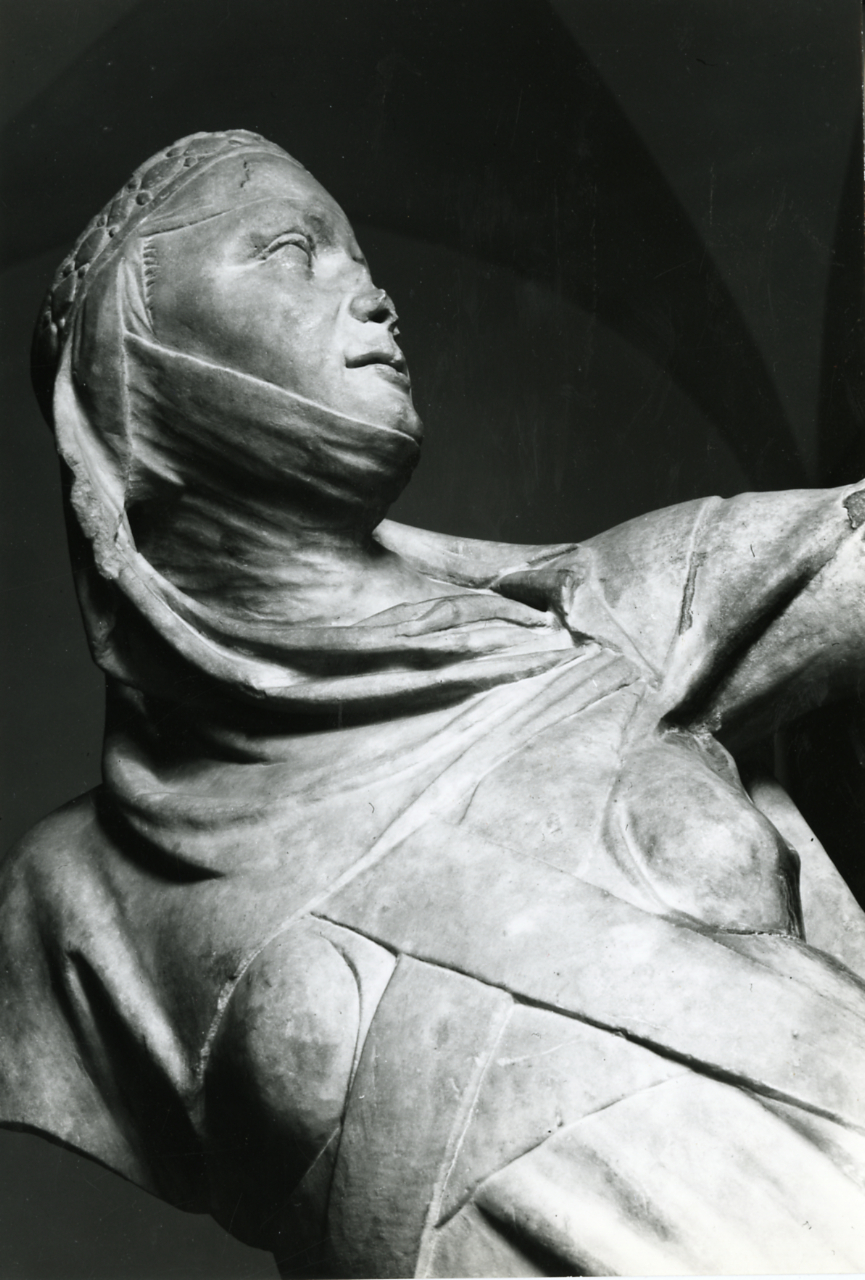
Dettaglio di Margherita di Brabante. Foto di Paolo Monti.

In origine il monumento funebre ebbe la sua collocazione nell'abside maggiore della chiesa di San Francesco di Castelletto e fu smontato ai primi del XVII secolo durante i lavori di ampliamento dell'abside. Molte sculture, dapprima ricoverate in due cappelle del lato meridionale, di proprietà dei Doria duchi di Tursi, andarono disperse con la parziale demolizione del complesso a seguito degli eventi rivoluzionari del 1797.

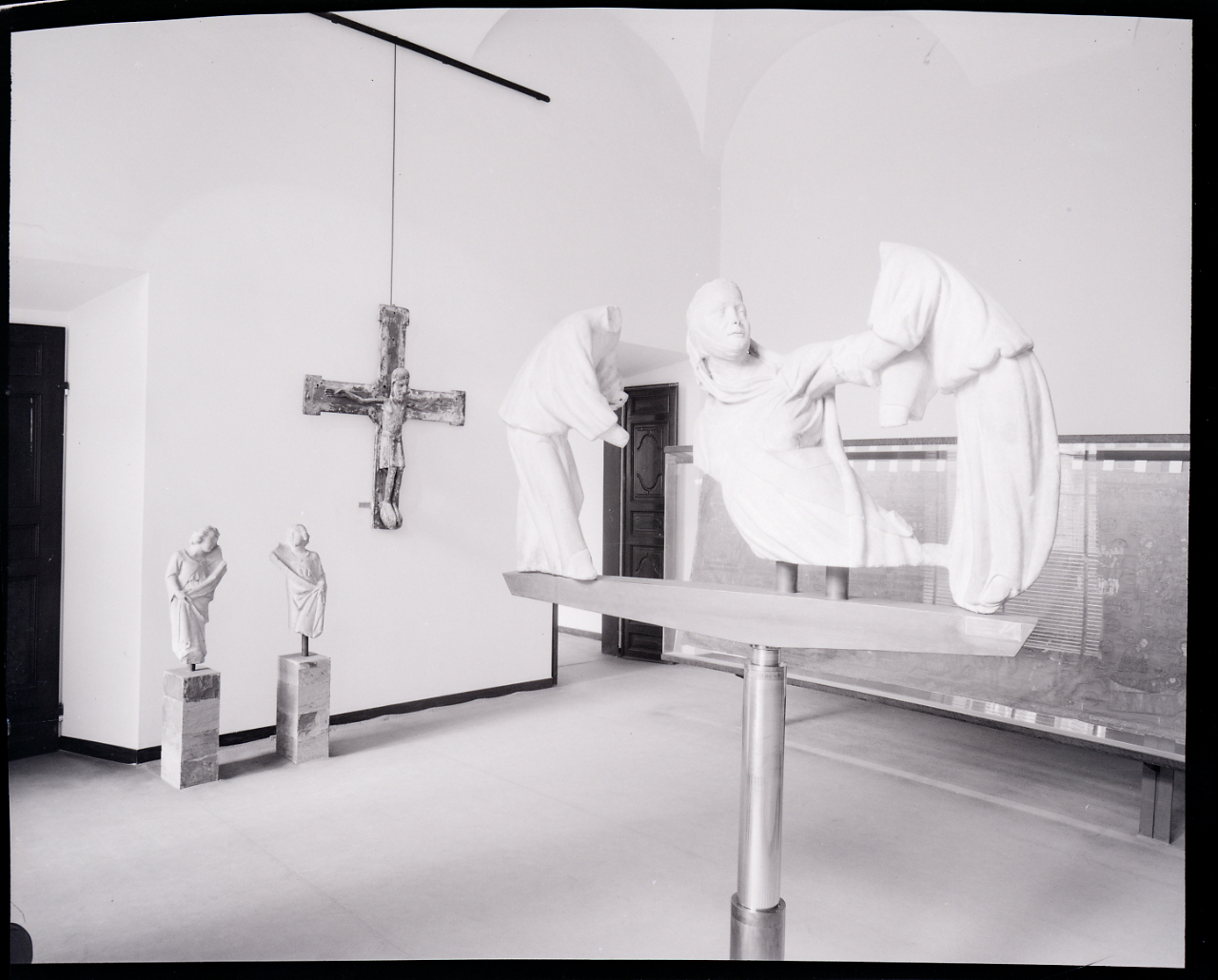
La scultura a Palazzo Bianco nell'allestimento di Franco Albini nel 1965. Foto di Paolo Monti.

Nel dopoguerra, dopo il restauro del Palazzo Bianco (danneggiato dagli eventi bellici) ad opera dell'architetto Franco Albini, il gruppo di Margherita affiancata da due angeli apteri (privi di ali) fu collocato nel nuovo percorso museografico concepito da Caterina Marcenaro, direttore dei musei civici genovesi, e da Carla Mazzarello, allora assessore alle Belle Arti; il museo fu aperto al pubblico nel 1950. Il gruppo di Margherita sollevata dagli angeli era fissato su un sostegno metallico mobile, ideato da Franco Albini, che permetteva che il gruppo potesse essere osservato da diversi punti di vista; dal 1984 è esposto al pubblico nel restaurato convento di Sant'Agostino, adibito a museo (Museo di Sant'Agostino), che ospita prevalentemente opere di scultura.

## Descrizione

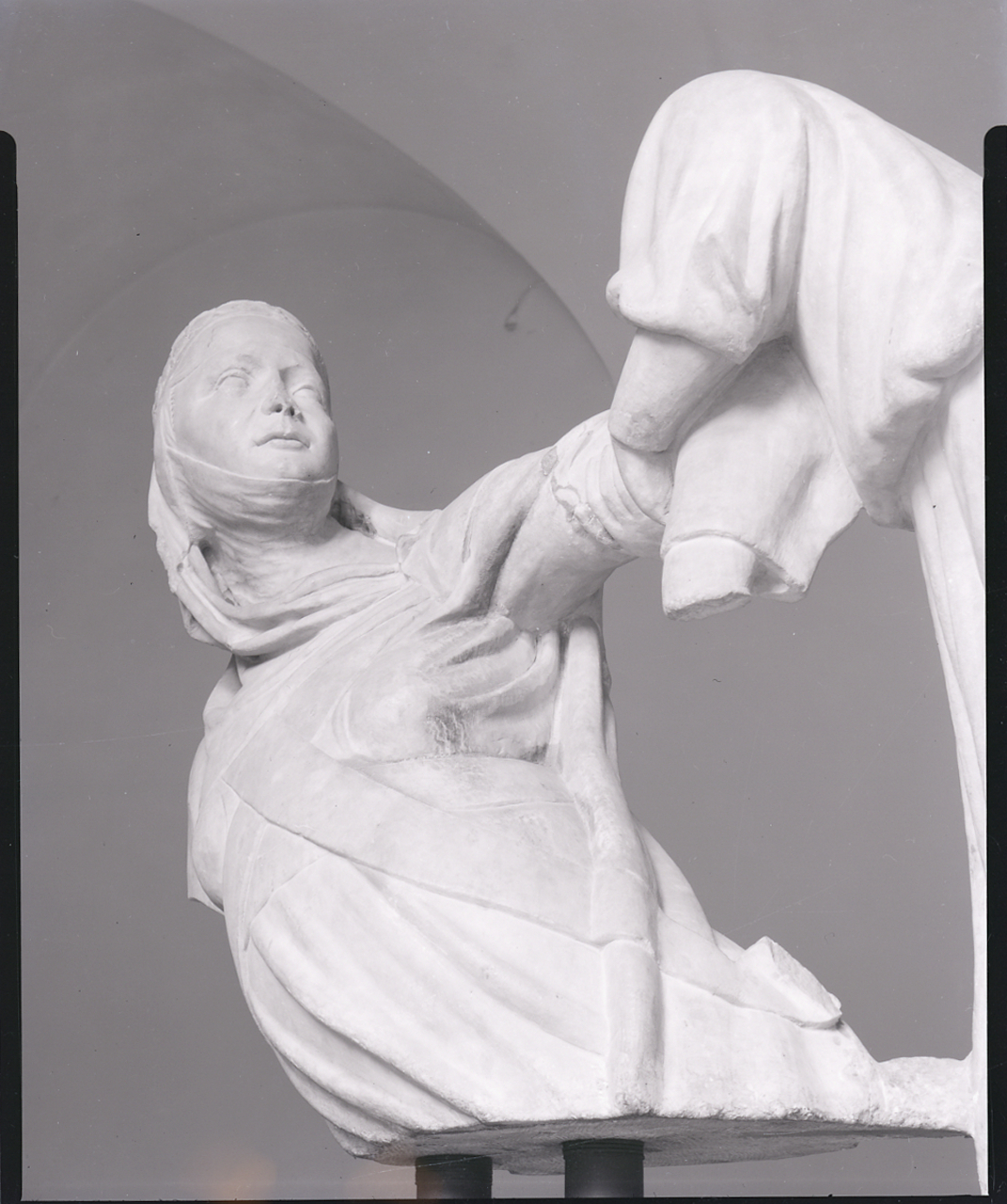
Dettaglio. Foto di Paolo Monti, 1965.

L'opera in marmo, alta circa un metro e mezzo, rappresenta Margherita sollevata per le braccia da due angeli-diaconi, che la aiutano nella sua ascensione in Paradiso, non nel giorno del risveglio dei morti alla fine dei tempi, ma nel momento immediatamente successivo alla sua morte, quando ella rinasce dotata di un "corpo glorioso", bella e luminosa per la santità della sua vita terrena, e può subito godere del premio che le spetta per la sua santa e caritatevole vita terrena: la visione di Dio.
Il gruppo non è integro: l'angelo sulla sinistra è sprovvisto di capo e di mani, Margherita del braccio destro, mentre all'altro angelo manca la testa.
Il materiale utilizzato è il marmo apuano, con il quale il Pisano crea un ritratto credibile ma che si allontana dal vero aspetto della sovrana; ella infatti, secondo gli storici, aveva un viso dai lineamenti semplici e bocca sottile, mentre lo scultore le attribuisce dei lineamenti più pronunciati e labbra carnose. 
Da notare il particolare dello sguardo dell'imperatrice: la resa della spinta trascendentale verso il Divino che traspare dal volto della donna costituisce un precedente importante per la rappresentazione dell'estasi mistica in figure successive (come la statua di Santa Teresa d'Avila del Bernini).
(Enzo Carli, Giovanni Pisano, 1966)
È stata identificata negli anni sessanta una statuetta rappresentante la Madonna appartenente al complesso funebre: è priva della testa e della figura del Bambino.
Del complesso funebre faceva parte anche una statua, riconosciuta da Caterina Marcenaro e da Piero Torriti come di Giovanni Pisano, rappresentante la Giustizia e in seguito interpretata come una particolare accezione di tale virtù, cioè la Iustitia imperialis, quella che dovrebbero avere in sommo grado, secondo Dante, i sovrani. La Giustizia è stata collocata in museo, come anche la testa di un'altra Virtù cardinale, la Fortezza, ritrovata negli anni ottanta del Novecento. A queste si aggiungono la testa della Prudenza (collezione privata svizzera) e due figurette di personaggi Dolenti, una delle quali nel Museo di Sant'Agostino e un'altra in una collezione privata ligure.

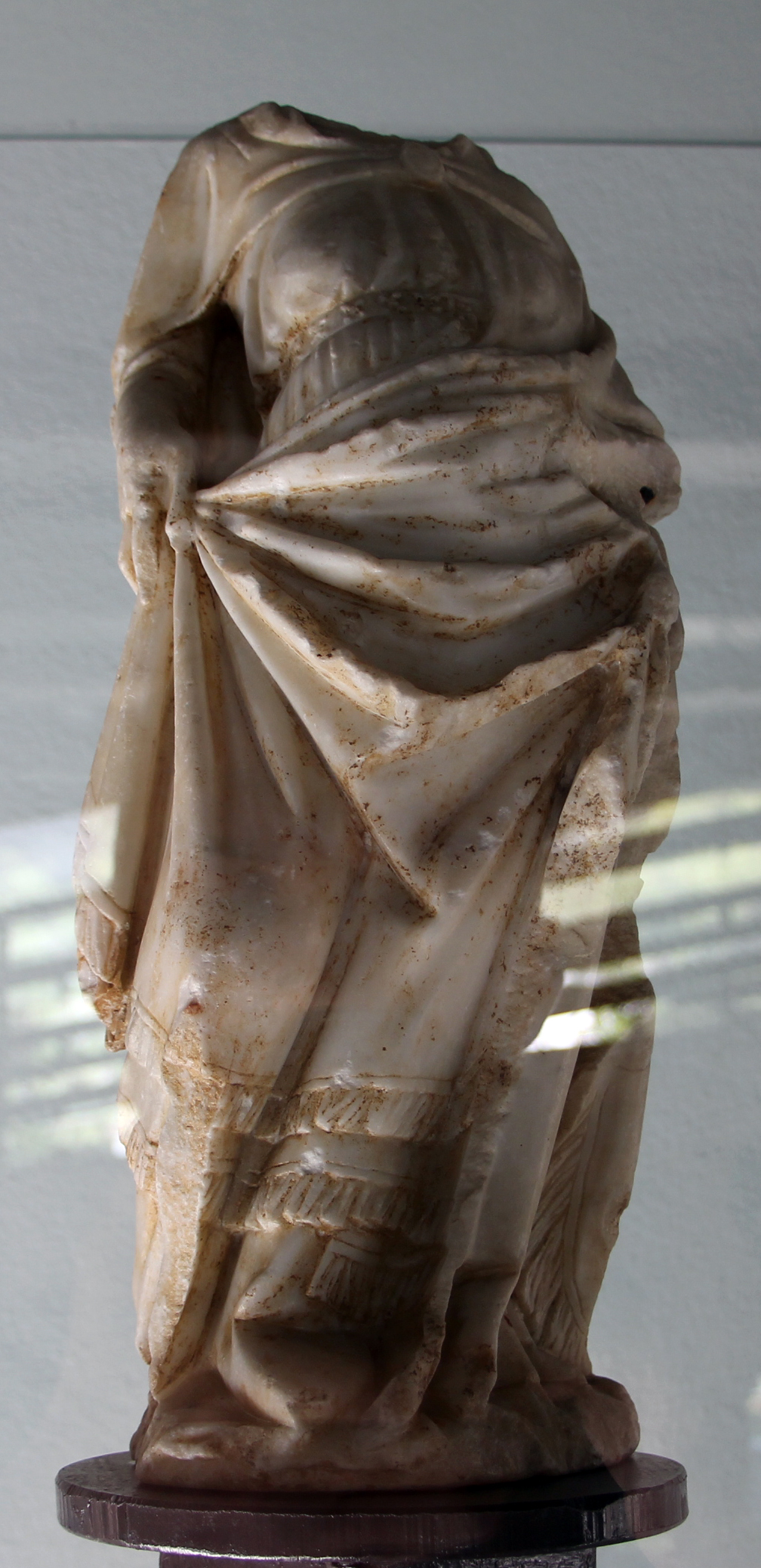
Madonna col Bambino dal monumento di Margherita di Brabante (frammento)
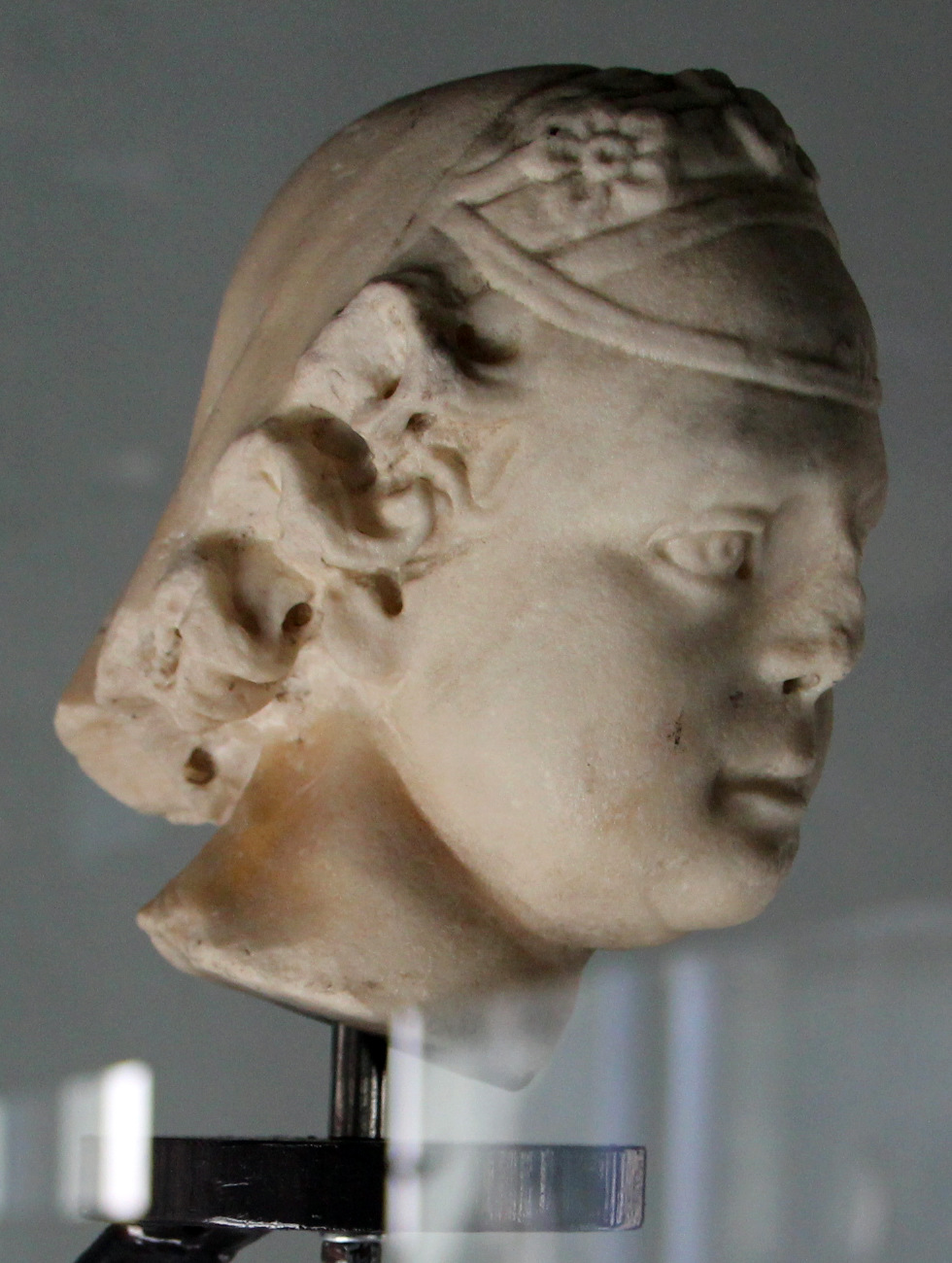
Testa della Fortezza